# Lista över hedersdoktorer vid Chalmers tekniska högskola
Följande personer har utsetts till hedersdoktorer vid Chalmers tekniska högskola:
- 1951
  - Anker Engelund, dansk professor och väg- och vattenbyggnadsingenjör
  - Henning Fransén, tekn. dr., regeringsråd
  - Bror Holmberg
  - Richard Söderberg

- 1957
  - Emil Alm
  - Georg A Richter
  - Ivar Tengbom, arkitekt
  - Axel Wenner-Gren, företagsledare

- 1960
  - Sixten Ulfsparre, industriforskare
  - Åke Vrethem, ingenjör inom starkströmselektronik

- 1963
  - Martin Fehrm, generaldirektör för Försvarets forskningsanstalt
  - Erik Johansson, ingenjör inom energi- och motorområdet
  - Torsten Källe, uppfinnare och företagare

- 1966
  - Gunnar Jancke, forskare inom elkraft
  - Nils Svensson, skeppsbyggare och skapare av Arendalsvarvet

- 1968
  - Ulf Bjuggren, forskare inom betongteknik
  - Victor Hasselblad, skapare av Hasselbladskameran
  - John Stålblad, ingenjör och motorkonstruktör

- 1970
  - Elmer W Engstrom, forskningschef vid Radio Corporation of America
  - Erik Hallén, forskare inom teoretisk elektroteknik, professor vid Kungliga Tekniska högskolan
  - Curt Rosenblad, uppfinnare och konstruktör inom värmeteknik

- 1972
  - Gunnar Engellau, företagsledare, tidigare VD för Volvo
  - Fred Forbat, arkitekt
  - Edmund Kaiser, forskare inom medicinsk teknik
  - Lennart Stockman, forskare inom cellulosateknik, tidigare rektor för KTH

- 1974
  - Sigvard Eklund, chef för IAEA
  - Sven Persson, industriforskare och företagsledare inom kemisk industri, pionjär inom svensk petrokemisk industri
  - Isac Rosén, uppfinnare inom textilindustrin
  - Folke Thulin, företagsledare inom textilindustrin

- 1975
  - Nils Einar Eriksson, arkitekt
  - Gunnar Hambraeus, VD för Ingenjörsvetenskapsakademien

- 1976
  - Orvar Dahle, industriforskare inom elektronik och elkraft
  - Tore Lauritzson, ingenjör och företagsledare inom livsmedelsindustri
  - Charles Massonnet, professor i hållfasthetslära och strukturmekanik i Liège

- 1978
  - Erik Ahlsén, arkitekt
  - Willhelm Haglund, ingenjör och företagsledare inom Sandvik AB
  - Bo Simmingsköld, chef för Glasforskningsinstitutet
  - Hans Werthén, ingenjör, svensk TV-pionjär och företagsledare inom bl.a. Electrolux
  - Åke Åberg, skapare av Industrimuseet i Göteborg

- 1979
  - Odd Brochmann, arkitekt, professor
  - Ray W Clough, flygplankonstruktör, forskare inom strukturmekanik
  - Duncan Dowson, professor i tribologi i Leeds
  - Sigvard Hellestam, industriforskare och företagsledare inom kemisk industri
  - Mats Hillert, professor i metallografi vid KTH
  - Uno Ingard, professor vid MIT
  - Lennart Johansson, ingenjör och företagsledare inom SKF
  - Hans Lindgren, forskare inom skeppsteknik
  - Torsten L Lindström, industriforskare och företagsledare inom ASEA
  - Björn Lundvall, teleingenjör och företagsledare inom Ericsson
  - Norman H March, professor i teoretisk kemi vid Oxford University
  - Carl-Olof Morfeldt, geolog, expert på bergrumsbyggande, företagsledare
  - Ingemar Petersén, professor i klinisk neurofysiologi vid Göteborgs universitet, medicinteknisk forskare
  - Karl Stenstavold, pionjär inom forskningsinstitutet SINTEF i Trondheim
  - Brita Åkerman, forskare och opinionsbildare inom bostadsfrågor

- 1980
  - Per Brüel, forskare och akustikingenjör vid Brüel & Kjær
  - Michael Field, forskare inom mekaniska produktionsteknik
  - Hugo Larsson, tidigare generaldirektör för FOA och företagsledare inom Svenska Philips
  - Sigvard Strandh, tidigare chef för Tekniska Museet

- 1982
  - Elias Burstein, professor vid University of Pennsylvania, forskare inom halvledarfysik
  - Ulla Cyrus-Zetterström, textilforskare
  - Ivar Holand, professor, byggnadsteknisk forskare vid Norges tekniska högskola och SINTEF
  - Alec W Skempton, geotekniker, professor vid Imperial College
  - Vadim N Tsytovich, forskare inom teoretisk plasmafysik, professor vid institutet för fysik och teknik i Moskva

- 1983
  - Bogdan Baranowski, professor vid Polska Vetenskapsakademiens institut för fysikalisk kemi i Warszawa
  - Sven-Olof Kronogård, ingenjör vid bl.a. Volvo och professor i strömningsmaskiner vid Lunds tekniska högskola
  - Jacques Louis Lions, matematiker och chef för Institute National de Recherche en Informatique et en Automatique, Frankrike
  - John A Schellman, professor i kemi vid University of Oregon
  - Erik Gustav Sundberg, ingenjör inom batteriområdet, företagsledare

- 1984
  - Pier Luigi Cervellati, arkitekt, professor i stadsplanering vid Bolognauniversitetet
  - Nils Henriksson, initiativtagare till ett elektrotekniskt museum i Göteborg
  - Jonas Verner Norrby, generaldirektör vid Statens Vattenfallsverk
  - E C Q Sudarshan, teoretisk fysiker, professor vid Indian Institute of Sciences i Bangalore
  - William Henry Wittrick, forskare inom mekanik, professor vid University of Birmingham

- 1985
  - Erik Berglund, möbelformgivare, chef för Möbelinstitutet
  - James H Bramble, matematiker, professor vid Cornell University
  - Gregory Choppin, professor i kemi vid Florida State University i Tallahassee
  - J James Gibson, forskare vid Radio Corporation of America i Princeton
  - Stig Ingemansson, byggnadsakustiker, skapare av Ingemanssons Ingenjörsbyrå
  - Alf Åkerman, industriforskare och företagsledare inom kemisk industri och bank

- 1986
  - Robert Angus Buchanan, teknikhistoriker
  - Bohdan Lewicki, betongteknisk forskare i Warszawa, professor
  - Sigvard Smedsfelt, forsknings- och utvecklingsingenjör inom högspänningsöverföring vid Statens Vattenfallsverk
  - Haldor Topsøe, företagsledare

- 1987
  - Olof Dahlsjö, chef för antennverksamheten vid Ericsson i Mölndal
  - Olgierd C. Zienkiewicz, professor i väg- och vattenbyggnad vid University College i Swansea

- 1988
  - Tamás Dragonits, arkitekt, verksam vid Forsknings- och planeringsinstitutet för Stadsbyggnad i Budapest
  - Håkan Frisinger, maskiningenjör, tidigare VD för Volvo
  - Gustav Lorentzen, professor i kylteknik vid Norges tekniska högskola
  - Robin Milner, teoretisk datalog, professor vid University of Edinburgh

- 1989
  - Karl-Evert Flinck, utvecklingsingenjör och pionjär inom livsmedelsindustri
  - Theodore E Harris, sannolikhetsteoretiker
  - Anders Hård, uppfinnare av färgskalan Natural Color System
  - Hadar Lidén, skeppskonstruktör, chef inom Götaverken
  - Gösta Nordhammar, ingenjör och forskare inom textilteknik

- 1990
  - Arne Brändström, kemist, läkemedelsforskare vid Astra Hässle
  - Mat Darveniza, forskare inom högspänningsteknik, professor vid University of Queensland
  - John W Wilkins, professor, forskare inom kondenserade materiens fysik

- 1991
  - Hans Granum, byggnadsfysiker, professor vid NTH och SINTEF
  - Åke Lundqvist, ingenjör inom mobil radioteknik, tidigare VD för Ericsson Radio Systems
  - Östen Mäkitalo, ingenjör inom radiokommunikation, ledde skapandet av NMT

- 1992
  - Thomas J Allen, professor vid MIT
  - Per Gillbrand, motorutvecklare vid Saab
  - Per Svedberg, industriforskare inom halvledarteknik

- 1993
  - Kenneth D Eason, professor vid Loughborough University
  - Knut Jacobsson, entreprenör och skapare av Atlet AB
  - William M Kahan, professor vid Berkeley
  - Tomas Kurucsev, forskare vid University of Adelaide
  - Göran Lindahl, elkraftingenjör, vice VD för ABB

- 1994
  - Margareta Biörnstad, tidigare riksantikvarie
  - Jan Gezelius, arkitekt
  - Chuan Sheng Liu, forskare inom plasma- och fusionsfysik, professor vid University of Maryland
  - Rolf Mellde, utvecklingsingenjör vid Saab och Volvo

- 1995
  - Sven-Erik Andersson, pionjär inom automatiseringsteknik, chef för Institutet för verkstadsteknisk forskning
  - Per-Ingvar Brånemark, professor, uppfinnare av tandimplantat
  - Marit Paulsen, författare och debattör inom miljö- och livsmedelsområdet
  - Achim Richter, fysiker, professor vid tekniska högskolan i Darmstadt

- 1996
  - Åke Hörnell, entreprenör inom skyddshjälmar för svetsning, skapare av Hörnell Elektronik AB
  - Magnus Kellström, utvecklingsingenjör vid SKF
  - Hermann Kärner, professor vid tekniska universitetet i Braunschweig
  - Stig Larsson, generaldirektör för Statens Järnvägar (SJ), tidigare företagsledare inom Ericsson

- 1997
  - Gunnar Bark, entreprenör inom Autoliv
  - Hans Fog, arkitekt, professor vid KTH
  - Mary Jane Irwin, datavetare, professor vid Pennsylvania State University
  - James M Utterback, professor vid MIT

- 1998
  - Pål Bergan, professor vid NTNU, tidigare forskningschef inom Det Norske Veritas
  - Stefan Edman, populärvetenskaplig författare inom miljöområdet
  - John Harris, forskare inom yt- och materialfysik
  - Gunnar L Johansson, ingenjör och företagsledare inom Volvo
  - Sture Lindahl, industriforskare inom elkraft

- 1999
  - John Heywood, forskare inom förbränningsmotorteknik, professor vid MIT
  - Monica Sand, konstnär som förenar konst, teknik och vetenskap i sina verk
  - Boris Alexandrovitj Sevastjanov, professor emeritus i matematik vid Moskvauniversitetet och Steklovinstitutet
  - Gert Wingårdh, arkitekt

- 2000
  - David Ashley, forskare inom projektstyrning och produktionsteknik, professor vid Ohio State University
  - Ingemar Carlehed, skådespelare, bland annat i produktionen av Copenhagen
  - Inger Hayman, skådespelare, bland annat i produktionen av Copenhagen
  - Johan Karlberg, skådespelare, bland annat i produktionen av Copenhagen
  - Karl Johan Åström, reglertekniker, professor vid Lunds tekniska högskola

- 2001
  - Gunnel Adlercreutz, arkitekt
  - Stanley Deser, professor i fysik vid Brandeis University
  - Harry Frank, ingenjör, chef för ABB Corporate Research
  - Bert Hansson, ingenjör och konstruktör vid Onsala rymdobservatorium
  - Margot Wallström, EU:s miljökommissionär

- 2002
  - Geoffrey Boulton, professor i geologi vid University of Edinburgh
  - Patsy Healy, stadsplaneringsteoretiker, professor vid Newcastle University
  - David Marks, forskare inom infrastruktursystem, professor vid MIT
  - Marie-Paule Pileni, professor i kemi vid Université Paris 6 Pierre et Marie Curie
  - Annika de Ruvo, TV-producent och manusförfattare, upphovsman till Hjärnkontoret

- 2003
  - Gerhard Ertl, forskare inom katalys, professor och föreståndare vid Fritz-Haber-Institut i Berlin, senare nobelpristagare i kemi
  - Birgit Jacobson, verksam inom avancerad fortbildning
  - Gudrun Lönnroth, förste antikvarie vid Göteborgs Stadsmuseum, verksam inom byggnadsvård
  - Rune Monö, industridesigner

- 2004
  - Olle Anderson, inredningsarkitekt
  - Gro Harlem Brundtland, f.d. ordförande för World Health Organization, aktiv inom Agenda 21
  - Gérard Huet, datavetare, föreståndare vid Institut National de Recherche en Informatique et en Automatique
  - Dominique Guillemaud-Mueller, forskare inom området exotiska atomkärnor, verksam vid Institute de Physique Nucleaire i Orsay
  - David C Langreth, forskare inom kondenserade materiens teori, professor vid Rutgers University
  - John Villadsen, forskare inom bioprocessteknik, professor vid Danmarks Tekniske Universitet

- 2005
  - Anne-Grete Hestnes, forskare inom energisnålt byggande, professor vid NTNU
  - Marie Rådbo, universitetslektor i astronomi vid Göteborgs universitet, verksam inom popularisering av astronomi
  - Olle Thomsson, skeppsteknisk forskare, verksam vid Lloyd's Register of Shipping
  - Hans Wallstén, entreprenör inom bl.a. medicinsk teknik, skapare av Wallstén Medical

- 2006
  - Edward F Crawley, professor i flygteknik vid MIT
  - Tore Eriksson, konstruktör av forskningsinstrument, forskningsingenjör vid Chalmers institution för fysikalisk kemi
  - Christine Wennerås, docent vid Sahlgrenska Akademin i Göteborg, debattör avseende kvinnliga forskares karriärmöjligheter
  - Agnes Wold, docent vid Sahlgrenska Akademin i Göteborg, debattör avseende kvinnliga forskares karriärmöjligheter

- 2007
  - Dan Sten Olsson, företagsledare inom Stenakoncernen
  - Cynthia Mitchell, miljöforskare, professor vid University of Technology Sydney
  - Richard N Zare, forskare inom laser-fysikalisk kemi, professor vid Stanford University
  - Helmut Neunzert, industrimatematiker, professor emeritus vid universitetet i Kaiserslautern

- 2008
  - Kathleen M. Eisenhardt, professor i strategi och organisation vid Stanford University
  - Bruno Scrosati, pionjär bakom uppladdningsbara litiumbatterier, professor i elektrokemi vid Universita di Roma-La Sapienza
  - Ingrid Skogsmo, verksam inom bilsäkerhet vid Volvo
  - Mateo Valero, verksam inom datorarkitektur, professor vid Universitat Polytècnica de Catalunya i Barcelona

- 2009
  - Reiko Kuroda, professor i kemi vid Tokyo University
  - Bernhard Palsson, professor i bioteknik och medicin vid University of California, San Diego
  - Anders Tjellström, docent i öron-, näs- och halssjukdomar vid Sahlgrenska akademin, implantantforskare

- 2010
  - Kojiro Nishina, professor emeritus i nukleär teknik vid Nagoya University
  - Chrisna du Plessis, arkitekt och forskningsledare vid The Council for Scientific and Industrial Research (CSIR) i Sydafrika
  - Hans Geissel, professor i fysik vid Justus-Liebig-Universität i Gießen och ledare för FRS-gruppen vid forskningsanläggningen GSI Helmholtzzentrum für Schwerionenforschung i Darmstadt

- 2011
  - Kathryn E. Hare, professor i matematik vid University of Waterloo, Canada
  - Mathias Uhlén, professor i bioteknik vid Kungliga Tekniska högskolan
  - Ingemar Andersson, företagsledare vid Göteborg Energi

- 2012
  - Peter Catto
  - Leif Johansson
  - Geetam Tiwari

- 2013
  - Hoda ElMaraghy
  - Jung Shin Choi
  - Bradley F Chmelka

- 2014
  - Andre Geim
  - Kirsty B Arbogast
  - Simon Tavaré

- 2015
  - Benjamin C. Pierce
  - Ludvig Strigeus
  - Jay D Keasling
  - Maria José García Borge
  - Martin Lorentzon
- 2016[2]
  - Hermann Nicolai, professor och director vid Max-Planck-institutet för gravitationsfysik, Albert-Einstein-Institut, i Potsdam i Tyskland
  - Gerald D. Mahan, fysiker vid Pennsylvania State University, i USA
  - Susan Lindqvist, professor vid Massachusetts Institute of Technology, MIT, i USA
- 2017[3]
  - Steven M Girvin, fysiker på Yale University i Connecticut, USA
  - Kristine M Larson, geovetare på University of Colorado, USA
  - Kaianders Sempler, vetenskapsjournalist och illustratör i Sverige
- 2018[4]
  - Anne Nouri, professor i matematik vid universitetet i Aix-Marseille i Frankrike
  - Lars G Larsson, kärnkraftexpert
  - Marcus Wallenberg, svensk industriledare och entreprenör
  - Ruth Graham,  oberoende konsult inom ingenjörsutbildning och entreprenörskap